# Bitcoin Cash
Bitcoin Cash (BCH) er en decentraliseret kryptovaluta, der blev skabt i 2017 som en "hard fork" af Bitcoin (BTC). Denne opdeling opstod som følge af en uenighed i Bitcoin-fællesskabet om, hvordan man bedst kunne forbedre skalerbarheden og effektiviteten af transaktioner.
Den primære forskel mellem Bitcoin og Bitcoin Cash ligger i blokstørrelsen. Bitcoin har en blokstørrelsesgrænse på 1 MB, hvilket begrænser antallet af transaktioner pr. blok og kan føre til forsinkelser og høje gebyrer, især under højt brugspres. Bitcoin Cash, derimod, øgede blokstørrelsen til 8 MB ved lanceringen og har siden øget den yderligere. Denne større blokstørrelse betyder, at netværket kan håndtere flere transaktioner samtidig, hvilket resulterer i hurtigere behandling og lavere omkostninger.
Siden lanceringen i 2017 har Bitcoin Cash mistet meget af sin værdi i forhold til originalen.  Dette har ført til, at Bitcoin Cash ofte bliver omtalt som Btrash og som en shitcoin af mere ortodokse Bitcoin-brugere.